# Ваганова, Агриппина Яковлевна
Агриппи́на Я́ковлевна Вага́нова (14 [26] июня 1879, Санкт-Петербург, Российская империя — 5 ноября 1951, Ленинград, СССР) — русская и советская артистка балета, балетмейстер и педагог, основоположник теории русского классического балета. Народная артистка РСФСР (1934). Лауреат Сталинской премии I степени (1946).
Автор книги «Основы классического танца» (1934), ставшей основополагающей для русской балетной школы XX века, и разработчик собственной методической системы классического танца, вошедшей в основу подготовки российских артистов балета.

## Биография
Агриппина Ваганова родилась 14 (26 июня) 1879 года в Санкт-Петербурге, в семье капельдинера Мариинского театра. Её отец — Акоп (Яков Тимофеевич) Ваганов — перебрался в Петербург из Астрахани, где со времён Ивана Грозного существовала армянская община. Ваганов был из персидских армян и капитала в Астрахани не нажил; служил унтер-офицером, а после отставки переехал в Петербург.
В 1890 году была принята в Императорское театральное училище. Среди педагогов Вагановой были Евгения Соколова, Александр Облаков, Анна Иогансон, Павел Гердт, Владимир Степанов (запись танца). В младших классах в течение двух лет занималась у Льва Иванова, назвав это время «двумя годами безделья»:352, затем перешла в класс Екатерины Вазем. Первой ролью Вагановой стала мать Лизы, главной героини, в школьном спектакле «Волшебная флейта», поставленном Львом Ивановым для учеников средних классов.
В 1897 году, после окончания училища, была принята в балетную труппу Мариинского театра, через несколько лет получила статус солистки. Вагановой блестяще удавались отдельные сольные вариации, например, в балете Делиба «Коппелия», за что её прозвали «королевой вариаций». В 1910-е годы, незадолго до окончания карьеры, начала исполнять главные партии. Мариус Петипа, однако, не ценил её исполнительского мастерства. В его дневниках можно встретить такие записи: «Г-жа Ваганова ужасна. На балет не иду…».
Она вносила некоторые изменения в хореографические приёмы, которые вначале могли показаться неуместными строгим ревнителям академизма, однако впоследствии занимали достойное место в технике ведущих танцовщиков.
Покинув сцену в 1916 году, занялась преподаванием. Сначала преподавала в различных частных школах и студиях, затем, уже после Октябрьской революции 1917 года, была приглашена А. А. Облаковым на работу в Петроградское театральное училище. Свой первый выпуск, в числе которого были Нина Стуколкина, Ольга Мунгалова и Нина Млодзинская, подготовила в 1922 году. В 1924 году выпустила класс, который начала учить в 1921 году. Беря предвыпускные женские классы, подготовленные такими педагогами, как Е. П. Снеткова, М. А. Кожухова, М. Ф. Романова, выпускала через год, иногда ежегодно. Разработала собственную педагогическую систему, основанную на ясности и осмысленности техники, строгости постановки корпуса, позиций рук и ног. «Система Вагановой» сыграла определяющую роль в развитии балетного искусства XX века. Среди её учениц — Наталья Камкова и Елена Тангиева (1924), Марина Семёнова (1925), Ольга Иордан и Елена Ширипина (1926), Галина Уланова и Татьяна Вечеслова (1928), Татьяна Шмырова, Фея Балабина и Наталья Дудинская (1931), Галина Кириллова (1935), Алла Шелест (1937), Нонна Ястребова и Бюбюсара Бейшеналиева (1941), Нинель Петрова (1944), Ольга Моисеева, Людмила Сафронова и Нинель Кургапкина (1947), Алла Осипенко (1950), Ирина Колпакова (1951) и многие другие выдающиеся балерины XX века.
С 1931 по 1937 год Ваганова — художественный руководитель балетной труппы Ленинградского академического театра оперы и балета имени С. М. Кирова.
Книга Вагановой «Основы классического танца», в которой она подробно излагает свои педагогические взгляды, была впервые издана в 1934 году, выдержала шесть переизданий и переведена на многие языки мира.

Могила Вагановой на Волковском кладбище

Скончалась в Ленинграде 5 ноября 1951 года. Похоронена на Литераторских мостках Волковского кладбища. Надгробие (скульптор В. И. Ингал, художник Л. Ф. Фролова-Багреева, архитектор Ю. Н. Смирнов.) создано в 1953 году.

## Репертуар
- 1900 — pas de six из балета «Маркитантка» (Красносельский театр, солисты — Анна Павлова и Михаил Фокин)
- 9 февраля 1903 — «Волшебное зеркало»
- pas de trois — «Баядерка»
- pas de trois — «Корсар»
- Геба — «Пробуждение Флоры»
- Царь-девица — «Конёк-Горбунок»
- Повелительница дриад — «Дон Кихот»
- Наила — «Ручей»
- 30 октября 1916, Жизель — «Жизель»
- Одетта-Одиллия — «Лебединое озеро»

## Балетмейстерские работы
В 1933 году Ваганова возобновила в репертуаре Мариинского театра балет «Лебединое озеро». Её редакция потеряла сказочные черты и носила мелодраматический характер: Одетта погибала от выстрела Ротбарта, Зигфрид закалывался, потеряв любимую.
Также Ваганова возобновила балет «Эсмеральда».

## Звания и награды
- народная артистка РСФСР (1934)
- Сталинская премия первой степени (1946) — за выдающиеся достижения в области хореографического искусства
- орден Трудового Красного Знамени (1940)[8]
- медали

## Семья
Агриппина Ваганова связала свою жизнь с состоятельным чиновником, членом правления Екатеринославского строительного общества, отставным подполковником путейской службы, управляющим имений семьи фон Дервиз, Андреем Александровичем Померанцевым. Брак не был оформлен, так как Померанцев не разводился со своей женой. В 1904 году у нее родился сын Александр.  В Рождество 1917 года гражданский муж Вагановой покончил с собой.
Родная внучка Вагановой — дочь Александра Померанцева — Людмила Александровна родилась в Ленинграде 18 апреля 1944 года и несколько лет занималась в Ленинградском хореографическом училище, но оставила балет из-за слабого здоровья, став инженером. В настоящее время она проживает в Австралии.
После ранней смерти старшей сестры Вагановой Анны Агриппина Яковлевна воспитывала ее сына и дочь — своих племянников.
Внучка Андрея Александровича Померанцева — Марина Андреевна Померанцева (21.01.1922 — 24.02.2020) была ученицей А. Вагановой (выпуск 1940 года). Она стала солисткой балета Кировского театра, затем несколько лет преподавала в балетной школе, носящей имя её сводной бабушки.
Архив Вагановых, собранный ее сыном, Александром Андреевичем Померанцевым  (1904—1957), был передан им в Петербургский театральный музей.

## Адреса в Санкт-Петербурге — Петрограде — Ленинграде
- 1898—1899 — набережная Екатерининского канала, 82[12];
- 1899—1900 — Офицерская улица, 50;
- 1900—1904 — набережная Крюкова канала, 11[12];
- 1904—1937 год — Бронницкая улица, 7, кв. 5 (теперь 12, 13, 14);
- с 1937 и до своей смерти в 1951 году — улица Дзержинского, дом 4 (в 1942—1944 гг. была в эвакуации в Перми). В 1958 году на доме была установлена мемориальная доска (архитектор Михаил Егоров).

## Память

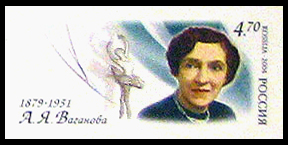
Марка конверта, выпущенного в честь Вагановой. Почта России, 2004 год

- В 1957 году Ленинградскому хореографическому училищу (с 1991 года — Академия русского балета) было присвоено имя А. Я. Вагановой[1].
- В 1958 году на фасаде дома № 4 по Гороховой улице (в то время — ул. Дзержинского), где начиная с 1937 года и до конца жизни (с перерывом на время блокады, 1942—1944) жила А. Я. Ваганова, была установлена мемориальная доска архитектора М. Ф. Егорова с надписью «Здесь с 1937 года по 1951 год жила Агриппина Яковлевна Ваганова, профессор, крупнейший деятель советской хореографии». В 1990-х мраморная доска была заменена на гранитную[13].
- В 1988 году хореографическое училище им. Вагановой учредило балетный конкурс для воспитанников балетных училищ СССР — «Ваганова — Prix». Начиная с 1995 года конкурс приобрёл международный статус[14]. Среди его победителей — Ульяна Лопаткина, Андриан Фадеев, Светлана Захарова.

## Фильмография
- 1986 — «Агриппина Ваганова» («Лентелефильм», режиссёр Виктор Окунцов)
- 2004 — «Вспоминая великую Ваганову», передача «Царская ложа» (режиссёр Галина Мшанская)
- 2009 — «Агриппина Ваганова. Великая и ужасная» — документальный фильм Никиты Тихонова